# María Araújo
María Pérez Araújo (ur. 1 sierpnia 1997 w Vigo) – hiszpańska koszykarka, reprezentantka kraju, występująca na pozycjach niskiej, silnej skrzydłowej lub środkowej.
10 maja 2018 została zawodniczką Wisły Can-Pack Kraków.

## Osiągnięcia
Stan na 19 lipca 2019, na podstawie, o ile nie zaznaczono inaczej.

### Indywidualne
(* – nagrody przyznane przez eurobasket.com)
- MVP kolejki ligi hiszpańskiej (2017/2018 – 2x)
- Najlepsza zawodniczka krajowa ligi hiszpańskiej (2018)*[3]
- Laureatka nagrody Gigante Junior Mayor Progresión podczas 30. edycji Gala Premios Gigantes (2018)
- Zaliczona do*:
  - I składu zawodniczek krajowych hiszpańskiej ligi LFB (2018)[3]
  - II składu hiszpańskiej ligi LFB (2018)[3]

### Reprezentacja
Seniorska
- Uczestniczka igrzysk olimpijskich (2024 – 5. miejsce)[4]

Młodzieżowe
- Mistrzyni:
  - Europy U–20 (2017)[5]
  - Europy U–18 (2015)
- Wicemistrzyni świata U–17 (2014)
- Uczestniczka kwalifikacji do Eurobasketu 2019 (2018)
- MVP mistrzostw Europy U–20 (2017)[5]
- Zaliczona do I składu Eurobasketu U–20 (2017)[5]